# Sisyropa stylata
Sisyropa stylata är en tvåvingeart som först beskrevs av Townsend 1933.  Sisyropa stylata ingår i släktet Sisyropa och familjen parasitflugor. Inga underarter finns listade i Catalogue of Life.